# Eduardo López Banzo
Eduardo López Banzo (Zaragoza, 13 de diciembre de 1961) es un clavecinista, organista, musicólogo y director de orquesta español. Es el fundador, clavecinista y director del conjunto de música antigua Al Ayre Español.

## Biografía

### Formación
Inició su formación musical a temprana edad en su ciudad natal, en cuyo conservatorio estudió con el organista y clavecinista José Luis González Uriol. Posteriormente, se trasladó a Holanda, estudiando clave y órgano de la mano de Gustav Leonhardt y Jacques van Oortmersen, respectivamente, en el Conservatorio de Ámsterdam.

### Trayectoria
Desde entonces, López Banzo inició una intensa carrera como solista y director, que le ha llevado a actuar por toda la geografía española, así como en países de Europa (como Bélgica, Polonia, Austria, Alemania, Holanda, Portugal, Italia o Francia) y América (como Estados Unidos). Ha dirigido formaciones orquestales españolas como la  Orquesta Ciudad de Granada, Orquesta Sinfónica de Madrid, Orquesta Sinfónica del Principado de Asturias, Orquesta Filarmónica de Gran Canaria, Orquesta Sinfónica de Tenerife, Orquesta Sinfónica de Galicia, Orquesta Sinfónica de Castilla y León o la Orquestra de la Comunitat Valenciana, así como extranjeras, como la Philharmonisches Orchester Kiel o la Orquesta Filarmónica de Berlín. Por otra parte, ha liderado diversos conjuntos especializados en música antigua, como la Orquesta Barroca de Sevilla, Orquesta Barroca de la Universidad de Salamanca, Philharmonia Baroque Orchestra de San Francisco, Choeur de Chambre de Namur (Bélgica), New York Collegium, Arte dei Suonatori (Polonia) o B'Rock (Bélgica). Asimismo, ha acompañado a grandes cantantes especializados en el repertorio antiguo, tales como las sopranos Marta Almajano, María Espada, Anne Grimm, Elena de la Merced, María Luz Álvarez, Soledad Cardoso, María Bayo, Sharon Rostorf-Zamir, Anne-Catherine Gillet y Verónica Plata; las mezzosopranos Lola Casariego, Xenia Meijer, Marina Pardo, Marisa Roca y Maria Riccarda Wesseling; los contratenores Carlos Mena, José Hernández Pastor, Jordi Doménech, Ricard Bordas y Max Emanuel Cenčić; los tenores Pedro Ormazábal, Lluis Vilamajó y Kobie van Rensburg, o los barítonos Jordi Ricart y Josep Cabré.
A lo largo de su carrera, ha realizado conciertos en ciclos tan importantes como el Festival Internacional de Música y Danza de Granada, Festival Internacional de Música Pórtico de Zamora, Festival de Música Antigua de Úbeda y Baeza, Festival de Música Antigua de Sevilla, Ciclo de Músicas Históricas de León, Fundación Juan March, Festival de Música Renacentista y Barroca de Vélez-Blanco, Festspiele Baden-Baden, Toulouse Les Orgues, Bachfest Leipzig, Dresdner Musikfestspiele, Festival International d'Ópera Baroque de Beaune, San Antonio Early Music Festival, Festival d'Ambronay, Schleswig-Holstein Musik Festival, Festival Oude Muziek Utrecht, Musica Antiqua Bruges o Schwetzinger SWR Festspiele, entre otros. Esta actividad le ha llevado a actuar en prestigiosas salas de concierto, tanto en España —como el Auditorio Manuel de Falla de Granada, Palacio de las Artes Reina Sofía de Valencia, Teatro Real de Madrid, Euskalduna Jauregia de Bilbao o Palacio de la Música Catalana de Barcelona— como en el resto del mundo —como el Jordan Hall de Boston, Herbst Theatre de San Francisco, Philharmonie y Konzerthaus de Berlín, Musikverein y Konzerthaus de Viena, Concertgebouw de Ámsterdam, Arsenal de Metz, Opéra Comique, Théâtre des Champs-Élysées y Cité de la Musique de París, Leiszhalle de Hamburgo, Teatro Olímpico de Roma, Palacio de Bellas Artes de Bruselas o Festspielhaus de Baden-Baden—. Por otra parte, López Banzo está considerado en la actualidad uno de los especialistas más importantes en el repertorio operístico de Georg Friedrich Händel, dirigiendo diversas puestas en escenas de sus óperas por todo el mundo.
En 1988 fundó el conjunto de música antigua Al Ayre Español, que dirige desde entonces. Esta agrupación, una de las pioneras del movimiento de interpretación históricamente informada de la música del Barroco en España y considerada de las más importantes del Viejo Continente, fue condecorada en 2004 con el Premio Nacional de Música de España.
Paralelamente a su actividad concertística, López Banzo desarrolla una amplia labor pedagógica, impartiendo masterclasses de música antigua para prestigiosas instituciones académicas, como el Centro Nacional de Difusión Musical, Universidad de Zaragoza, Universidad de Salamanca, Universidad Internacional de Andalucía, Universidad de León, Universidad de Alcalá de Henares o la Escuela Superior de Canto de Madrid.

## Galardones
- 2002: Medalla de Honor del Conservatorio Superior de Música de las Islas Baleares, por su compromiso con la recuperación de la obra de Antonio de Literes.[1]
- 2004: Editor’s Choice, Gramophone, por el disco Alessandro Scarlatti: Colpa, Pentimento e Grazia.[10]
- 2004: Premio Nacional de Música, otorgado por el Ministerio de Cultura del Gobierno de España, junto a su grupo Al Ayre Español.[1]
- 2010: Hijo Predilecto de Zaragoza.[1]
- 2011: Embajador de Zaragoza, junto a su grupo Al Ayre Español.[7]

## Discografía

### Junto a Al Ayre Español
- 1992 - Juan Manuel de la Puente: Cantatas y villancicos. Almaviva, Centro de Documentación Musical de Andalucía.[11]
- 1994 - Barroco Español - Vol. I: "Mas no puede ser". Villancicos. Cantatas et al. Deutsche Harmonia Mundi 05472 77325 2[12]
- 1995 - Barroco Español - Vol. II: "Ay Amor". Zarzuelas. Marta Almajano, soprano. Deutsche Harmonia Mundi 05472 77336 2[13]
- 1997 - Barroco Español - Vol. III: "Quando muere el sol". Música penitencial en la Capilla Real de Madrid. Marta Almajano, soprano; Carlos Mena, contratenor; Pedro Ormazábal, tenor; Jordi Ricart, barítono. Deutsche Harmonia Mundi 05472 77376 2[14]
- 1998 - Antonio de Literes: Los Elementos. Ópera armónica al estilo ytaliano. Marta Almajano (El Aire); Lola Casariego (La Tierra); Anne Grimm (El Agua); Xenia Meijer (El Fuego); Jordi Ricart (El Tiempo); Carlos Mena, contratenor. Deutsche Harmonia Mundi 05472 77385 2[15]
- 1999 - J. de Torres: Cantadas. Spanish Solo Cantatas (18th century). Marta Almajano, soprano. Deutsche Harmonia Mundi 05472 77503 2[16]
- 1999 - Quarenta horas. Marta Almajano, soprano; Carlos Mena, contratenor; Lluis Vilamajó, tenor; Jordi Ricart, barítono; Josep Cabré, barítono. Deutsche Harmonia Mundi 74321 72619 2[17][18]
- 2001 - Antonio de Literes: Acis y Galatea. María Luz Álvarez (Nereida); Marina Pardo (Tisbe); Jordi Ricart (Momo/Polifemo); Marisa Roca (Doris); Ricard Bordas, contratenor. Deutsche Harmonia Mundi 05472 77522 2[19]
- 2001 - José de Nebra: Miserere. Marta Almajano, soprano; Xenia Meijer, mezzosoprano. Deutsche Harmonia Mundi 05472 77532 2[20]
- 2003 - Antonio de Literes: Júpiter y Semele, o El estrago en la fineza. Marta Almajano (Júpiter); Lola Casariego (Cupido); Soledad Cardoso (Juno); Marina Pardo (Enarreta); Jordi Ricart (Cadmo/Sátiro); José Hernández Pastor (Ydaspes); Virginia Ardid (Semele). Harmonia Mundi Ibérica 987036.37 (2 CD)[21][22]
- 2004 - A Batallar Estrellas. Música de las Catedrales españolas del siglo XVII. Harmonia Mundi Ibérica 987053[23][24]
- 2005 - La cantada española en América. Carlos Mena, contratenor. Harmonia Mundi Ibérica 987064[25][26]
- 2006 - José de Nebra: Arias de zarzuelas. María Bayo, soprano. Harmonia Mundi Ibérica 987069[27][28]
- 2007 - Händel: Amadigi di Gaula. Maria Riccarda Wesseling (Amadigi); Elena de la Merced (Oriana); Sharon Rostorf-Zamor (Melissa); Jordi Domènech (Dardano). Ambroisie AM 133[29]
- 2008 - Händel: Rodrigo. Maria Riccarda Wesseling (Rodrigo), María Bayo (Esilena), Sharon Rostorf-Zamir (Florinda), Kobie van Rensburg (Giuliano), Max Emanuel Cenčić (Fernando), Anne-Catherine Gillet (Evanco). Ambroisie AM 132[30]
- 2011 - José de Nebra: Esta dulzura amable. Sacred Cantatas. María Espada, soprano. Challenge Records International[31][32][33]
- 2012 - Handel's Memories. A selection from Grand Concertos op. 6. Challenge Records International.[34][35]
- 2015 - Georg Friedrich Händel: To all lovers of Musick. Sonatas op. 5. Challenge Records International.[36]

### Junto a otras agrupaciones
- 2004 - Alessandro Scarlatti: Colpa, Pentimento e Grazia. María Espada, soprano; Lola Casariego, mezzosoprano; Martín Oro, contratenor; junto a la Orquesta Barroca de Sevilla. Harmonia Mundi HMI 987045.46 (2 CD; álbum galardonado con el Editor’s Choice Gramophone 2004).[10][37][38]

### Álbumes colectivos
- 2001 - Resonanzen 2001. Viva España! ORF "Edition Alte Musik" CD 281 (3 CD + CD (dts)).